# Norman Manea
Norman Manea (Burdujeni, 1936. július 19. –) zsidó származású, 1988 óta az Amerikai Egyesült Államokban élő román író.

## Élete és írói pályája

### Romániában
Norman Manea 1936-ban, Burdujeniben született, ami akkoriban külön falu volt, 2021-ben pedig Szucsáva egyik negyede. Szülei egyszerű emberek voltak, apja könyvelő egy kis vállalatnál, anyja pedig háztartásbeli. Anyai nagyapjának könyvesboltja, apai nagyapjának péksége volt.
1941-ben, Románia hadba lépése után a Szovjetunió ellen, a bukovinai zsidókat Transznisztriába deportálták, köztük az öt éves Normant és családját, valamint a Bukovinában élő rokonaikat. Maria, akit anyai nagyapja árva parasztgyerekként magához vett, később pedig Norman dajkája lett, követni akarta a családot, de az őket őrző katonák nem engedték. Később egyszer, életét kockáztatva, sikerült neki eljutni hozzájuk Transznisztriába élelemmel és ruhákkal.
A nagyapák és a család több távolabbi rokona Transznisztriában lelte halálát, de a szűkebb család életben maradt. 1944-ben felszabadultak, és Besszarábiában éltek egy évig. Norman orosz iskolába kezdett járni, apja pedig egy bankban dolgozott.
1945-ben visszatértek Romániába, Fălticenibe, ahol rokonoknál laktak. 1947-ben Szucsávába kerültek vissza, ahol Maria közben férjhez ment, a helyi kommunista párt megyei bizottsága első titkárának a felesége lett. Ebben a minőségében is segítette őket.
A háború utáni első években egyes zsidók számára a kommunista retorika vonzó volt, mivel egyenlőséget ígért és azt, hogy a háború alatti szörnyűségek többé nem fognak előfordulni. A törvények is tiltották a nacionalista kilengéseket. Apja belépett a kommunista pártba, és szerény karriert csinált, az egyik helyi állami kereskedelmi vállalat igazgatója lett, de nemsokára elveszítette ezt a funkciót egy névtelen feljelentés nyomán anélkül, hogy kivizsgálták volna a vádak igazát, és újból egyszerű könyvelő lett. Norman jó tanuló volt, úttörő, majd gimnazistaként az IMSZ (Ifjúmunkás Szövetség) tagja, de 16 éves korában az utópia és a valóság közötti különbség, valamint az eluralkodó terror kiábrándította a kommunizmusból. Ehhez hozzájárult az a dac, amellyel egyik osztálytársa reagált 1952-ben, amikor kizárták az IMSZ-ből Norman Manea hozzájárulásával is. Egyébként a volt osztálytársával 1959-ben barátságot kötött. Felnőttként nem volt kommunista, de disszidens sem.
1954-ben hivatástudat nélkül beiratkozott a Bukaresti Építőipari Intézetbe. 1958-ban apját letartóztatták, és koholt közönséges bűncselekmény vádjával öt év kényszermunkára ítélték, anyja pedig segédmunkára kényszerült egy konzervgyárban. Mégis sikerült elérni apja ügyének újratárgyalását, amelyen tíz hónapra csökkentették az ítéletét. Mivel annyit már letöltött, kiszabadították, de azután sem szabadult a hatósági zaklatásoktól.
1959-ben Norman Manea hidrotechnikus mérnöki diplomával elvégezte tanulmányait, majd különféle építőipari munkahelyeken dolgozott Szucsávában, Ploieștiben, végül Bukarestben. Közben elkezdett írni. 1966-ban jelent meg az első kisprózája, Fierul de călcat dragostea (Szerelem-vasaló) a Ramuri folyóiratban, és 1969-ben az első elbeszéléskötete, Noaptea pe latura lungă (Éjszaka a hosszú oldalon). Ugyanabban az évben házasodott össze Josette-Cella Boiangiuval, aki 2021-ben is a felesége.
A kritika egy teljesen új hangot és stílust vélt felfedezni az akkori és a későbbi elbeszéléseiben és novelláiban.
1970-ben jelent meg az első regénye, Captivi (Foglyok). A Romániai Írószövetség tagja lett, és 1974-ben feladta mérnöki foglalkozását.
1981-ben, az Octombrie, ora opt (Október, nyolc óra) című elbeszéléseket tartalmazó kötet és egy, a nagyváradi Familia folyóiratnak adott interjúja megjelenése után támadni kezdik a leginkább kommunista nacionalista irányzatú Flacăra, Săptămâna és Luceafărul folyóiratokban.
A Securitate figyelni kezdi. Mikrofonokat telepítenek a lakásába, és besúgó jelent róla rendszeresen. Történetesen ez az egyik legjobb barátja, aki ugyanolyan rendszeresen beszámol neki jelentéseiről, amelyekben nem árt neki. Ez addig tart, amíg barátja elhagyja az országot.
1983-ban Romániából Nyugat-Németországba települt német írók nagyra értékelik Október, nyolc óra című kötetét, és felhívják rá Heinrich Böll figyelmét. 1985-ben megjelenik első írása Nyugaton, a Pulovărul (A pulóver) fordítása a nyugat-német Akzente folyóiratban. 1986-ban a nyugat-német DAAD (Német Kulturális Csereszolgálat) egy évre szóló ösztöndíjat ítél oda neki nyugat-berlini tartózkodással. Ugyanabban az évben a cenzúrával való hosszas hadakozás után megjelenik a Plicul negru (A fekete boríték) című regénye. Ezt a szatirikus és allegorikus művet Gabriela Adameșteanu írónő a kommunista rendszer utolsó évtizedének legkeményebb politikai regényének tekinti.
Az Írószövetség zsűrije, amely szokásosan minden évben díjakat ítél oda, nem teszi ezt két éven át, de 1986-ban összeül, és az 1984-ben megjelent Norman Manea Pe contur (A körvonalon) című esszékötetét díjazza. Azonban, mint addig soha, a Szocialista Kultúra és Nevelés Tanácsa nevű pártszerv visszavonja a díjat.

### Emigrációban
1987-ben Norman Manea és felesége Nyugat-Berlinbe mennek és ott élnek egy évig a megkapott ösztöndíjjal. Heinrich Böll ajánlására a göttingeni Steidl kiadó megjelenteti az Október, nyolc óra kötet egy részét Roboterbiographie und andere Erzählungen (Robotéletrajz és egyéb elbeszélések) címmel, amelynek jó a fogadtatása, és a következő évben is kiadják.
A országban uralkodó légkör miatt a házaspár nem tér vissza Romániába. Régebben is foglalkoztatta az írót a kivándorlás gondolata. Zsidóként könnyen és legálisan régen megtehette volna. Még a szülei is unszolták, hogy mind vándoroljanak ki, de ő nem tudta rászánni magát, mert úgy gondolta, hogy román nyelven alkotó íróként nem találta volna meg a helyét. 2021-ben is csak románul írja műveit, és román írónak tekinti magát. Ezért kivándorlását száműzetésként éli meg.
1988-ban az író Fulbright-ösztöndíjat kap és Washingtonba megy. New Yorkban találkozik Philip Roth íróval, aki a 2018-ban bekövetkezett haláláig barátja lesz. Ugyanabban az évben Romániában meghal az anyja, aki temetésére nem mehet el, 80 éves apja pedig kivándorol Izraelbe.
1989-ben a New York-i Bard College ösztöndíjasa lesz 1992-ig. Írókongresszusokra jár, előadásokat tart, megjelenik néhány nyelven több írásának fordítása.
1991-ben a washingtoni The New Republicban Happy Guilt (Boldog bűnösség) címmel esszéje jelenik meg Mircea Eliade önéletrajzi írásairól, amelyben arról is ír, hogy a vallástörténész sosem számolt el azzal, hogy az 1930-as években a szélsőjobboldali Vasgárdával vállalt ideológiai közösséget. Ennek az esszének a fordítását a szerző beleegyezése nélkül közölte Romániában a Revista 22 folyóirat. Az akkoriban újraéledt háború előtti nacionalizmussal és tekintélyhatalommal rokonszenvező körökben ez az esszé nagy felháborodást keltett, amely sokáig nem ült el. Például Alex Ștefănescu irodalomtörténész és kritikus szemében Norman Manea „tehetségtelen, agresszív és megalomániában szenvedő egyén, aki az óceán túloldaláról vádolja az egész román társadalmat”.
1994-ben Norman Manea tanári katedrát és rezidens írói státuszt kap a Bard College-ban, ahol 2021-ben is tevékenykedik.
Az író csak 1997-ben tér vissza először Romániába, akkor is némi félelemmel az őt ért támadások miatt. Akkor kezdik kiadni Romániában az első Nyugaton megjelent írásait.
1998-ban a The New Republicban esszét ír Mihail Sebastian zsidó származású román író az 1930–1940-es években írt Naplójáról The Incompatibilities (Összeegyeztethetetlenségek) címmel, amiért újból támadják. Például Nicolae Manolescu irodalomtörténész és kritikus az Írószövetség folyóiratában kifejezett véleménye szerint Norman Manea „a zsidó szenvedés monopóliumá”-t hangoztatja, amit az író azonnal visszautasít.
2003-ban egyszerre jelenik meg Romániában és Amerikában az Întoarcerea huliganului / The Hooligans return (A huligán visszatér) című önéletrajzi regénye, amely jelentősen fellendíti ismertségét és pozitív megítélését. Ez az író addigi legösszetettebb műve. Egyrészt közvetlen emlékiratszerű részekben, másrészt regényszerűekben fejti ki az egész életművét átfogó három főtémát: a Holokausztét, az emberi és írói létét a kommunista Romániában és a száműzetését. A következő években lefordítják több nyelvre. Franciaországban megkapja érte az idegen nyelven írt regénynek szánt Médicis-díjat (2006).
2008-ban a romániai Polirom kiadó Norman Manea szerzői sorozatot indít a Huligán visszatér harmadik kiadásával. Ugyanabban az évben újra Romániába látogat, és ezúttal híres emberként fogadják, az Írószövetség kivételével. Később (2012-ben) az Írószövetség neki ítéli oda a 2011-re szóló Nemzeti Irodalmi Díjat, majd 2014-ben őt is javasolja három másik íróval együtt az Irodalmi Nobel-díjra.
2009-ben újabb regény jelenik meg az író tollából, Vizuina (Odú). Ez a száműzetés regénye. Az odú az olvasás, az irodalom képezte menedékre utal, amelyre a hajótörött találhat az ismeretlenben. Ugyanakkor a könyvnek értelmiségi krimi jellege is van.

## Művei

### Román nyelven
- 1969 – Noaptea pe latura lungă (Éjszaka a hosszú oldalon) (elbeszélések). Bukarest: Editura pentru Literatură[27]
- 1970 – Captivi (Foglyok) (regény). Bukarest: Cartea Românească
- 1974 – Atrium (Átrium) (regény). Cartea Românească
  - 2008 – 2. kiadás. Jászvásár – Bukarest: Polirom
- 1975 – Primele porți (Az első kapuk) (elbeszélések). Bukarest: Albatros
- 1976 – Cartea fiului (A fiú könyve) (regény). Bukarest: Eminescu
- 1977 – Zilele și jocul (A napok és a játék). Cartea Românească
- 1979 – Anii de ucenicie ai lui August Prostul (A vidám bohóc tanulóévei) (dokumentumregény). Polirom
  - 2005 – 2. kiadás. Polirom
- 1981 – Octombrie, ora opt (Október, nyolc óra) (elbeszélések). Kolozsvár: Dacia
  - 1997 – 2., átdolgozott kiadás. Kolozsvár: Apostrof
- 1984 – Pe contur (A körvonalon) (esszék). Cartea Românească
- 1986 – Plicul negru (A fekete boríték) (regény). Cartea Românească
  - 1996 – 2., átdolgozott kiadás. Bukarest: Editura Fundației Culturale Române
  - 2003 – 3. kiadás. Cartea Românească
  - 2006 – 4. kiadás. Polirom
  - 2010 – 5. kiadás. Polirom.
- 1997 – Despre clovni: dictatorul și artistul (Bohócokról. A diktátor és a művész) (esszék). Apostrof
  - 2005 – 2. kiadás. Polirom.
- 1999 – Fericirea obligatorie (Kötelező boldogság) (novellák). Apostrof
  - 2005 – 2. kiadás. Polirom
  - 2011 – 3. kiadás. Polirom
- 1999 – Casa melcului (Csigaház) (interjúk). Bukarest: Hasefer
- 2003 – Întoarcerea huliganului (A huligán visszatér) (önéletrajzi regény). Polirom
  - 2006 – 2. kiadás. Polirom
  - 2008 – 3. kiadás. Polirom
  - 2011 – 4. kiadás. Polirom
- 2004 – Plicuri și portrete (Borítékok és portrék) (esszék). Polirom
- 2006 – Textul nomad (Nomád szöveg) (interjúk). Hasefer
- 2008 – Vorbind pietrei (A kőhöz szólva) (költemény, tíz nyelvre is lefordítva). Polirom
- 2008 – Înaintea despărțirii. Convorbire cu Saul Bellow (Elválás előtt. Beszélgetés Saul Bellowval). Polirom
- 2008 – Sertarele exilului. Dialog cu Leon Volovici (A száműzetés fiókjai. Beszélgetés Leon Volovici-csal(wd)). Polirom
- 2008 – Variante la un autoportret (Variációk önarcképre) (elbeszélések). Polirom
- 2010 – Laptele negru (Fekete tej). (esszék). Hasefer
- 2009 – Vizuina (Odú) (regény). Polirom
  - 2010 – 2. kiadás. Polirom
- 2010 – Curierul de Est. Dialog cu Edward Kanterian (Keleti hírvivő. Beszélgetés Edward Kanteriannal). Polirom

### Fordítások
2011-ig Norman Manea több műve 15 nyelven jelent meg: angolul, csehül, franciául, görögül, héberül, hollandul, kínaiul, lengyelül, magyarul, németül, norvégül, olaszul, portugálul, spanyolul és törökül.
Magyarra fordított művek:
- Bohócokról. A diktátor és a művész. Budapest: Európa Könyvkiadó. 2003. Jávorszky Mária fordítása
- A huligán visszatér. Pécs: Alexandra Kiadó. 2009. Koszta Gabriella fordítása
- Odú. Budapest: Kossuth Kiadó. 2014. Koszta Gabriella fordítása
- Kötelező boldogság. Budapest: Jelenkor Kiadó. 2016. Vallasek Júlia fordítása

## Díjak és elismerések
- 1979 – a Bukaresti Írók Egyesületének Díja[29]
- 1984 – a Romániai Írószövetség Díja (visszavont)
- 1992 – az amerikai MacArthur Alapítvány Díja
- 1993 – az amerikai Nemzeti Zsidó Könyv Díja
- 1997 – a Bukovina Díj
- 2002 – az olasz Nonino-díj
- 2005 – a Berlini Amerikai Akadémia(wd) Holzbrinck-díja
- 2005 – az idegen regénynek járó olasz Napoli-díj
- 2005 – a legjobb idegen könyvnek járó díj Spanyolországban a Huligán visszatérnek
- 2006 – az olasz Anfora-díj
- 2006 – az olasz Lux Mundi-díj
- 2006 – a Radio România Cultural Díja
- 2006 – az olasz Nonino-díj zsűrijének tagsága
- 2006 – a francia Médicis-díj a Huligán visszatérnek
- 2006 – a Radio România Cultural Díja
- 2006 – a Berlini Művészeti Akadémia(wd) tagsága
- 2007 – a román Kulturális Érdemrend(wd)
- 2008 – a Bukaresti Egyetem díszdoktori címe
- 2008 – a kolozsvári Babeș–Bolyai Tudományegyetem díszdoktori címe
- 2009 – a Francia Judaizmus Alapítványának Irodalmi Díja
- 2009 – a román Observator cultural folyóirat egész életműért járó díja
- 2009 – a francia Művészetek és Irodalom Érdemrendje
- 2011 – a német Nelly Sachs-díj(wd)
- 2012 – a brit Királyi Irodalmi Társaság(wd) tiszteletbeli tagsága
- 2012 – a jászvásári Alexandru Ioan Cuza Egyetem(wd) díszdoktori címe
- 2012 – a New York Egyetem Bölcsészeti Intézetének tagsága
- 2012 – a Román Írószövetség Nemzeti Díja
- 2012 – a spanyol idegen esszének járó Palau i Fabre-díj
- 2016 – a Románia Csillaga érdemrend
- 2016 – a Guadalajarai Nemzetközi Könyvfesztivál Újlatin nyelvű Irodalomnak járó Díja
- 2016 – a mexikói Carlos Fuentes-érme
- 2018 – az ALIANȚA Romániával való viszonyt ápoló amerikai szervezet díja
- 2018 – a Román–Amerikai Kereskedelmi Kamara kiválósági oklevele